# The Temptin' Temptations
The Temptin' Temptations è il terzo album del gruppo musicale statunitense The Temptations, pubblicato il primo novembre 1965 e distribuito dalla Motown. Il disco è prodotto da Smokey Robinson, William Stevenson, Norman Whitfield e Ivy John Hunter.
L'album raggiunge il primo posto nella classifica statunitense degli album R&B nel mese di dicembre, restando al vertice della chart per un totale di 15 settimane tra il 1965 e il 1966.
AllMusic assegna all'album quattro stelle e mezzo su cinque.

## Tracce
Lato A
1. Since I Lost My Baby
2. The Girl's Alright with Me
3. Just Another Lonely Night
4. My Baby
5. You've Got to Earn It
6. Everybody Needs Love

Lato B
1. Girl (Why You Wanna Make Me Blue)
2. Don't Look Back
3. I Gotta Know Now
4. Born to Love You
5. I'll Be in Trouble
6. You're the One I Need

## Classifiche
| Classifica (1965-1966)    | Posizione massima |
| ------------------------- | ----------------- |
| US Top R&B/Hip-Hop Albums | 1                 |